# Бубі
Бубі, також Іль-О-Фу (англ. Booby / фр. Île aux Fous) — невеликий острівець в Індійському океані, входить до Північно-Східної групи Внутрішніх Сейшельських островів. Належить державі Сейшельські Острови.
Лежить за 3 км на північ від острова Праслен та за 43 км на північний схід від острова Мае. Окрім Праслена, інші найближчі острови — Арід на півночі та Кюрьйоз на південному сході.
Острів Бубі являє собою високу гранітну скелю, довжиною 172 м, шириною 175 м, густо вкриту тропічною рослинністю. Назву острову дали через численні зграї олуш, які гніздяться на острові (Booby — назва олуші англійською, Fou — французькою). Острів ненаселений, але його відвідують любителі дайвінгу.